# San Rafael (Iloilo)
Pour les articles homonymes, voir San Rafael.
San Rafael est une municipalité de la province d'Iloilo, aux Philippines. En 2015, la localité compte 16 532 habitants.